# Ostiano
Ostiano – miejscowość i gmina we Włoszech, w regionie Lombardia, w prowincji Cremona.
Według danych na rok 2004 gminę zamieszkiwało 3016 osób, 158,7 os./km².